# Hayward (Wisconsin)
Pour les articles homonymes, voir Hayward.
La ville de Hayward est le siège du comté de Sawyer, dans l’État du Wisconsin, aux États-Unis.

## Démographie
| Groupe                           | Hayward | Wisconsin | États-Unis |
| -------------------------------- | ------- | --------- | ---------- |
| Blancs                           | 83,4    | 86,2      | 72,4       |
| Amérindiens                      | 11,8    | 1,0       | 0,9        |
| Métis                            | 3,2     | 1,8       | 2,9        |
| Asiatiques                       | 1,0     | 2,3       | 4,8        |
| Afro-Américains                  | 0,4     | 6,3       | 12,6       |
| Autres                           | 0,3     | 2,4       | 6,2        |
| Total                            | 100     | 100       | 100        |
|                                  |         |           |            |
| Hispaniques et Latino-Américains | 2,6     | 5,9       | 16,7       |

Selon l'American Community Survey, pour la période 2011-2015, 98,32 % de la population âgée de plus de 5 ans déclare parler anglais à la maison, alors que 1,22 % déclare parler l'ojibwé et 0,46 % l'espagnol.